# 12986 Kretke
12986 Kretke este o planetă minoră (asteroid), cu un diametru de 7,765 km, din centura de asteroizi. A fost descoperită pe 28 februarie 1981 la Observatorul Siding Spring de Schelte J. Bus. 
Obiectul prezintă o orbită caracterizată de o semiaxă mare de 2,9303616 UAi, o excentricitate de 0,1, o înclinație de 10,17393 ° în raport cu ecliptica.